# Larry O'Connor (athlétisme)
Pour les articles homonymes, voir Larry O'Connor.
Lawrence Gerrard O'Connor (22 septembre 1916 – 6 septembre 1995) est un sprinteur et coureur de haie canadien,.
Né à Cobourg en Ontario, il termine sixième au 110 mètres haies aux Jeux olympiques d'été de 1936 de Berlin. Durant les Jeux de l'Empire britannique de 1938 de Sydney en Australie, il participe à l'équipe canadienne et obtient la médaille d'or au 4 x 100 mètres, la médaille de bronze au 120 mètres haies et termine quatrième au 220 mètres.